# Erling Nielsen
Erling Nielsen (2. januar 1935 - 15. september 1996) var en dansk fodboldspiller.
Han spillede i Boldklubben 1909. Han spillede tre kampe for Danmarks fodboldlandshold og var en del af truppen til EM i fodbold 1964.